# كفر أبو حطب
قرية كفر أبوحطب هي إحدى القرى التابعة لمركز ههيا في محافظة الشرقية في جمهورية مصر العربية. حسب إحصاءات سنة 2006، بلغ إجمالي السكان في كفر أبوحطب 2726 نسمة، منهم 1364 رجل و1362 امرأة.